# Volio bih da te ne volim
Volio bih da te ne volim je četvrti album sarajevskog benda Hari Mata Hari. Objavio ju je 1989. Jugoton. Album sadrži 10 pjesama od kojih su hitovi naslovna skladba, Ti znaš sve, Pazi šta radiš, Sve moji drumovi... Uz ovaj album Jugoton je izdao istoimenu video kazetu.

## Sastav
- Željko Zuber
- Izo Kolečić
- Adi Mulahalilović
- Edo Mulahalilović
- Hari Varešanović

## Zanimljivosti
Crnogorski pjevač Rambo Amadeus otpjevao je naslovnu pjesmu Halid invalid, Hari.